# جون دالي (منتج أفلام)
جون دالي (بالإنجليزية: John Daly)‏ هو مخرج منفذ وكاتب سيناريو ومنتج أفلام بريطاني، ولد في 16 يوليو 1937 في لندن في المملكة المتحدة، وتوفي في 31 أكتوبر 2008 في لوس أنجلوس في الولايات المتحدة.

## وصلات خارجية
- جون دالي على موقع IMDb (الإنجليزية)
- جون دالي على موقع ألو سيني (الفرنسية)
- جون دالي على موقع أول موفي (الإنجليزية)
- جون دالي على موقع قاعدة بيانات الأفلام السويدية (السويدية)
- جون دالي على موقع قاعدة بيانات الفيلم (الإنجليزية)
- جون دالي على موقع كينوبويسك (الروسية)